# Aeroporto Internazionale di Long Thanh
L'aeroporto internazionale di Long Thanh (Sân bay Quốc tế Long Thành in vietnamita) (IATA: LTH - ICAO: VVLT) è un aeroporto attualmente in costruzione situato a Long Thanh, nella provincia di Đồng Nai, nel sud del Vietnam, a circa 40 chilometri a nord-est di Ho Chi Minh. È previsto che sarà operativo a partire dal 2025 e sarà in grado di servire 100 milioni di passeggeri ogni anno quando la fase finale sarà stata completata.

## L'urgente necessità di un nuovo aeroporto
L'aeroporto internazionale di Tan Son Nhat è l'unico aeroporto internazionale del sud del Vietnam. L'aeroporto fu costruito durante la seconda guerra mondiale per supportare il trasporto di guerra, da cui il fatto che sia situato all'interno di Ho Chi Minh dove lo spazio per la crescita è limitato. Per motivi di spazio e di sicurezza, è molto difficile espanderlo per venire incontro alla crescita annuale di passeggeri.
Il flusso di turisti stranieri nel sud del Vietnam è attualmente in crescita, tra il 15 ed il 20 per cento all'anno. Per motivare il mercato interno (l'attuale popolazione è di 83 milioni e si prevede che raggiungerà i 100 milioni nel 2020) è necessario costruire un nuovo aeroporto per adattarsi alle necessità future.
L'aeroporto di Tan Son Nhat servirà il mercato interno quando il nuovo aeroporto di Long Thanh sarà completato.

## Il piano di costruzione
Il piano di costruzione dell'aeroporto di Long Thanh è stato approvato dal primo ministro Phan Văn Khải nel 2006. L'aeroporto coprirà un'area di 50 chilometri quadrati. Avrà quattro piste (4,000 m x 60 m), cinque terminal e una capacità di 80-100 milioni di passeggeri all'anno. Il terminal cargo sarà in grado di muovere fino a 5 milioni di tonnellate di merci all'anno. Il costo totale di costruzione è stimato intorno agli 8 miliardi di dollari USA, investiti da parte dei fondi strutturali del governo, e da fondi privati e stranieri.
Sulla base della domanda di trasporto, l'investimento sarà diviso in fasi. La Southern Airports Corporation (un'agenzia del Ministero dei Trasporti vietnamita) è responsabile dello sviluppo del progetto.
Il numero di passeggeri negli aeroporti del Vietnam raggiungerà gli 82 milioni nel 2020.

### Fase 1 (2015-2020)
La fase iniziale inizierà nel 2015 e finirà nel 2020. Quando sarà completata, l'aeroporto avrà una capacità di 25 milioni di passeggeri all'anno. Avrà un terminal passeggeri, due piste parallele (4,000 m x 60 m) che permetteranno due decolli o atterraggi in contemporanea, e capace di accogliere grandi aerei come l'Airbus A380 ed il Boeing 747. Il capitale stimato è di 6.74 miliardi di dollari USA.
Insieme all'esistente autostrada 51A, verranno costruite due nuove autostrade per facilitare il trasporto da e per l'aeroporto:
1. l'autostrada a 10 corsie Ho Chi Minh - Long Thanh - Dau Day (che collega l'aeroporto a Ho Chi Minh).

1. l'autostrada a 8 corsie Biên Hòa - Vũng Tàu (che lo collegherà alle città di Bien Hoa e Vung Tau).

### Fase 2 (dopo il 2020)
La fase 2 inizierà dopo il 2020. Un altro terminal ed una terza pista saranno costruiti aumentando la capacità dell'aeroporto a 50 milioni di passeggeri e 5 milioni di tonnellate di cargo all'anno. Quando questa fase sarà completata, a seconda della crescita dei passeggeri, l'aeroporto sarà espanso fino alla piena capacità di progetto.